# Liz Weekes
Elizabeth Weekes (Sydney, 22 settembre 1971) è una pallanuotista australiana, vincitrice di una medaglia d'oro ai giochi olimpici di Sydney 2000.